# 中开赛省
中开赛省（法語：Province de la Kasaï-Central），舊稱卢卢阿省（Province de la Lulua），是位于刚果民主共和国中南部的一个省，首府卡南加，與安哥拉接壤，人口2,976,806（2005年），面積60,958 km²。

## 中开赛省的镇
- 卡南加（Kananga）